# クオン (企業)
クオン株式会社（英称：QON Inc.）は、東京都港区三田に本社を置き、CGMマーケティングを行う企業である。ファンコミュニティクラウドサービス「QON (クオン)」の開発・運営、コミュニティモール「Beach」の運営を行っている。

## 沿革
- 1996年6月 - エイベック研究所を創業
- 2000年4月 - 株式会社エイベック研究所を設立
- 2016年6月 - クオン株式会社に社名変更